# 黑宝山镇
黑宝山镇，原为赵塘乡，是中华人民共和国四川省达州市万源市下辖的一个乡镇级行政单位。2018年撤乡设镇。区划代码改为511781119。2020年6月，撤销赵塘镇、中坪乡，设立黑宝山镇，以原赵塘镇和原中坪乡青坪村、冯家河村、观音村、徐家坪村、大中坪村所属行政区域为黑宝山镇的行政区域。

## 行政区划
黑宝山镇下辖以下地区：
白果村、木鱼村、茶园村和中岭村。